# Adufe
De adufe is een traditionele vierkante lijsttrommel van Moorse oorsprong, die wordt gebruikt in Portugal en Galicië, en andere regio's van Spanje.

## Geschiedenis
Als Portugees percussie-instrument werd de adufe traditioneel gebruikt in de Beira-regio van Castelo Branco. Ook in veel andere regio's op het Iberisch schiereiland werd het instrument gebruikt, en soortgelijke instrumenten worden ook in Noord-Afrika aangetroffen. De adufe werd normaal gesproken gebruikt bij christelijke religieuze processies, maar ook als begeleiding bij plaatselijke festivals of zelfs bij het werken op het land. Traditioneel werd de adufe alleen door vrouwen bespeeld. Bij sommige niet-religieuze gelegenheden werd de adufe ook wel door mannen bespeeld.

## Kenmerken
De adufe is een vierkante of rechthoekige lijsttrommel, meestal gemaakt van grenen, waarop een geitenvel is gemonteerd. De grootte van het frame varieert gewoonlijk tussen 30 tot 55 cm en is dan 2,5 tot 5cm dik dik. De huid is aan de zijkanten gestikt, waarbij de steken bedekt zijn met een gekleurd lint. In de ruimte tussen de vellen zorgen zaadjes of kleine steentjes voor extra geluidseffect. Een adufe is volledig handgemaakt.